# Тролейбус Маріанських Лазень

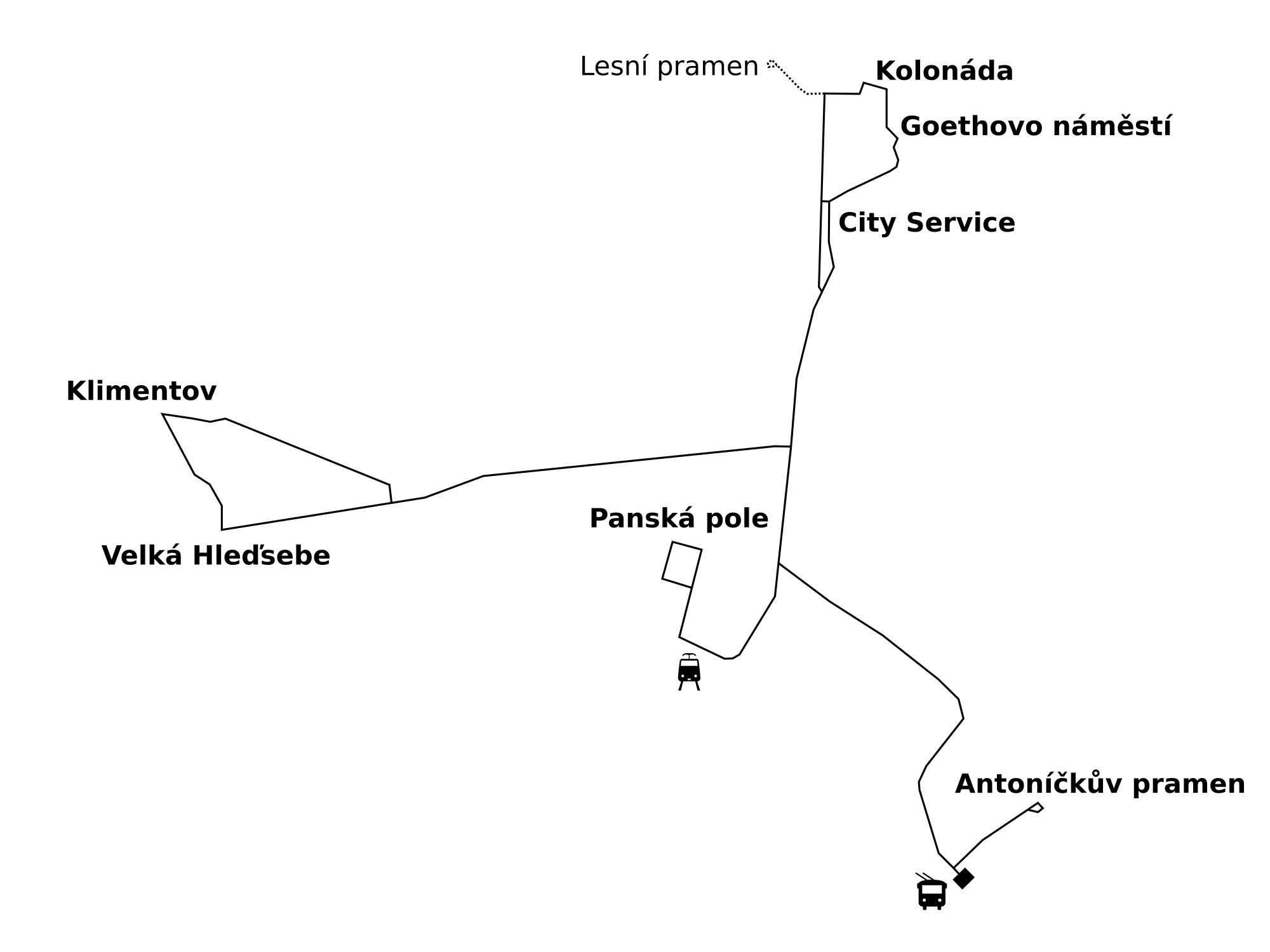
Тролейбусні маршрути Маріанських Лазень

Тролейбус Маріанських Лазень (чеськ. Trolejbusová doprava v Mariánských Lázních) — тролейбусна мережа чеського курортного міста Маріанські Лазні. З населенням понад 14 тисяч осіб, місто є одним з найменших міст світу з тролейбусним рухом.

## Історія
Перші тролейбуси на вулицях міста з'явились наприкінці квітня 1952 року та замінили собою трамвайні лінії що працювали з початку ХХ століття. Відкривали рух на єдиному в той час маршруті машини моделі Škoda 7Tr. Вже у наступному році сталося перше розширення системи. У 1960-х 70-х роках система продовжувала розвиватись, відкривались як нові маршрути так і подовжувалися існуючи. У 1980-х роках сталося оновлення рухомого складу, в ті ж часи було реконструйовано частину контакної мережі.
Проблеми у тролейбуса почалися у середині 1990-х років. Тодішня міська влада планувала ліквідувати систему звинувачуючи тролейбус в неефективності та надмірних коштах потрібних на утримання енергогосподарства, але бурхлива реакція громадскості що стала на захист тролейбуса не дозволила владі закрити систему. На початку 2010-х років міська влада знов оголосила плани поступового згортання мережі. За планами мерії рух повинен був припинитися у 2017 році, всі маршрути планувалося замінити автобусами а у віддаленій перспективі електробусами. На сей раз тролейбус врятували вибори що пройшли у 2014 році, новообрана міська влада замовила незалежний аналіз ефективності системи. Експерти виступили на користь збереження системи, було доведено що експлуатація на діючій мережі сучасних тролейбусів зі збільшеним автономним ходом набагато ефективніша ніж використання електробусів для яких потрібно будувати зарядні станції. Також, на думку деяких експертів, тролейбусна мережа в маленькому курортному місті приваблює додаткових туристів.
У 2020 році сталося повне оновлення рухомого складу.

## Маршрути
Станом на початок 2021 року в місті працює чотири тролейбусних маршрути, два з яких працюють лише по буднях.

## Галерея

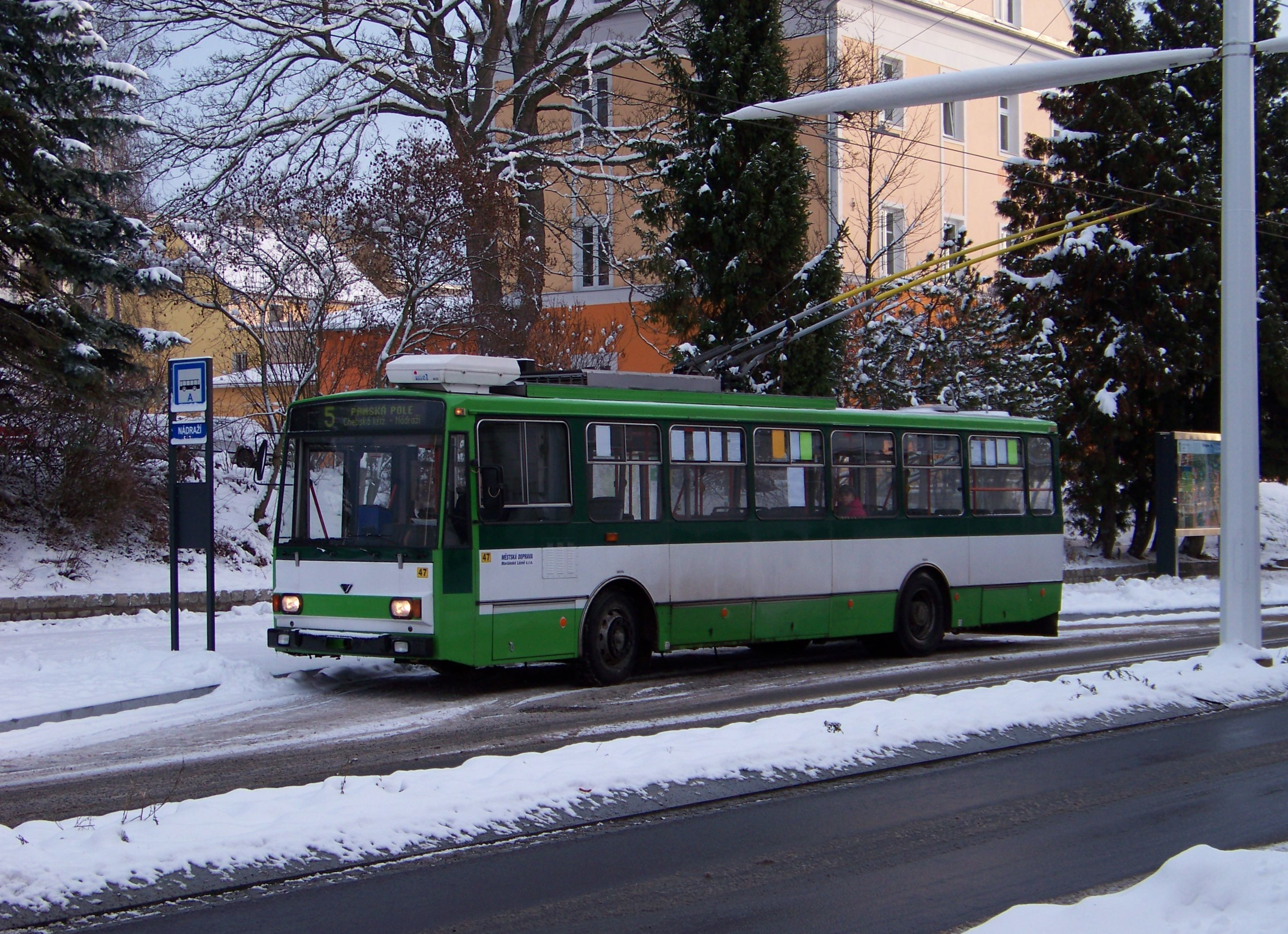
Тролейбус моделі Škoda 14Tr на одній із зупинок (2012 рік)
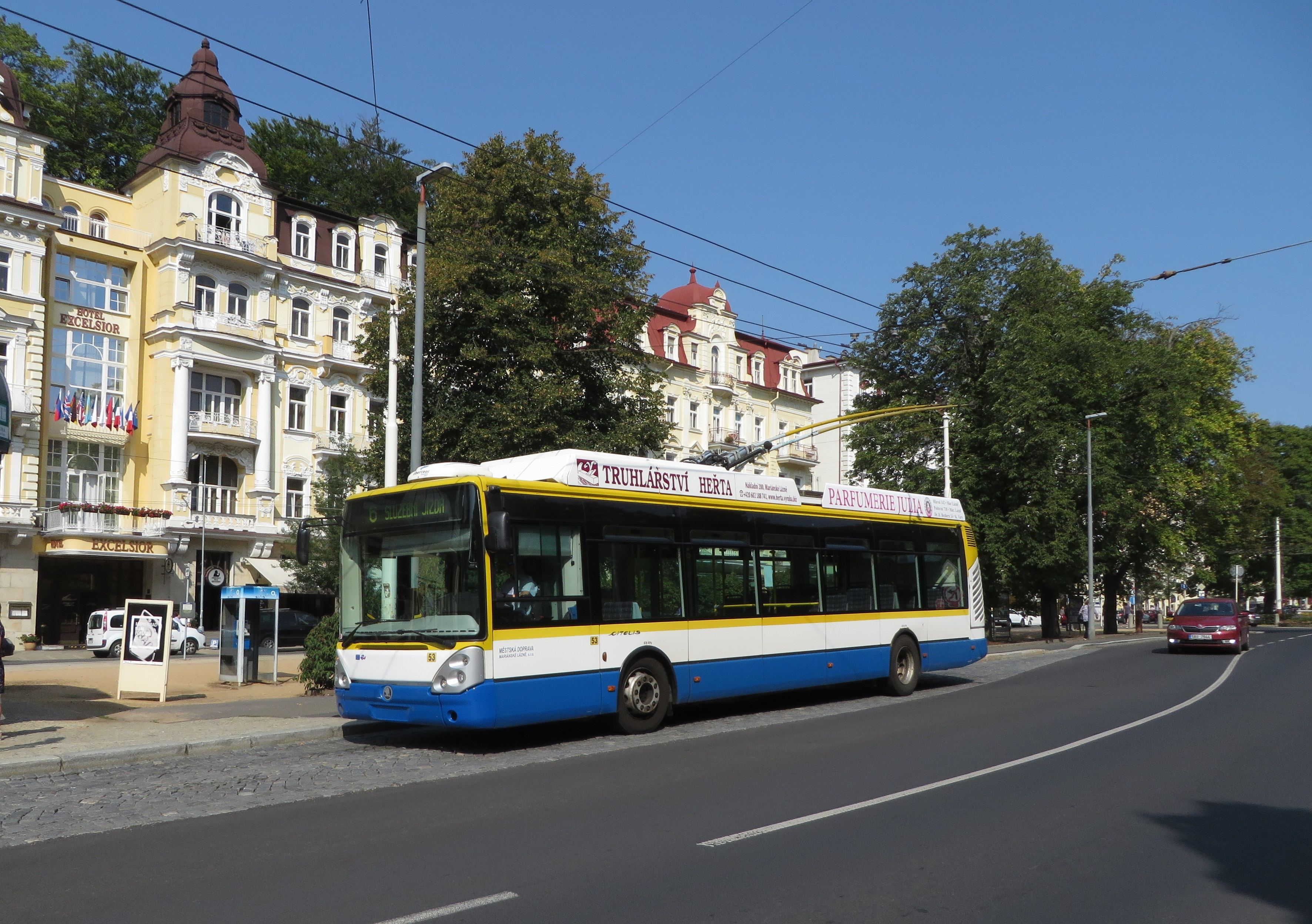
Тролейбус моделі Škoda 24Tr на вулицях міста (2018 рік)
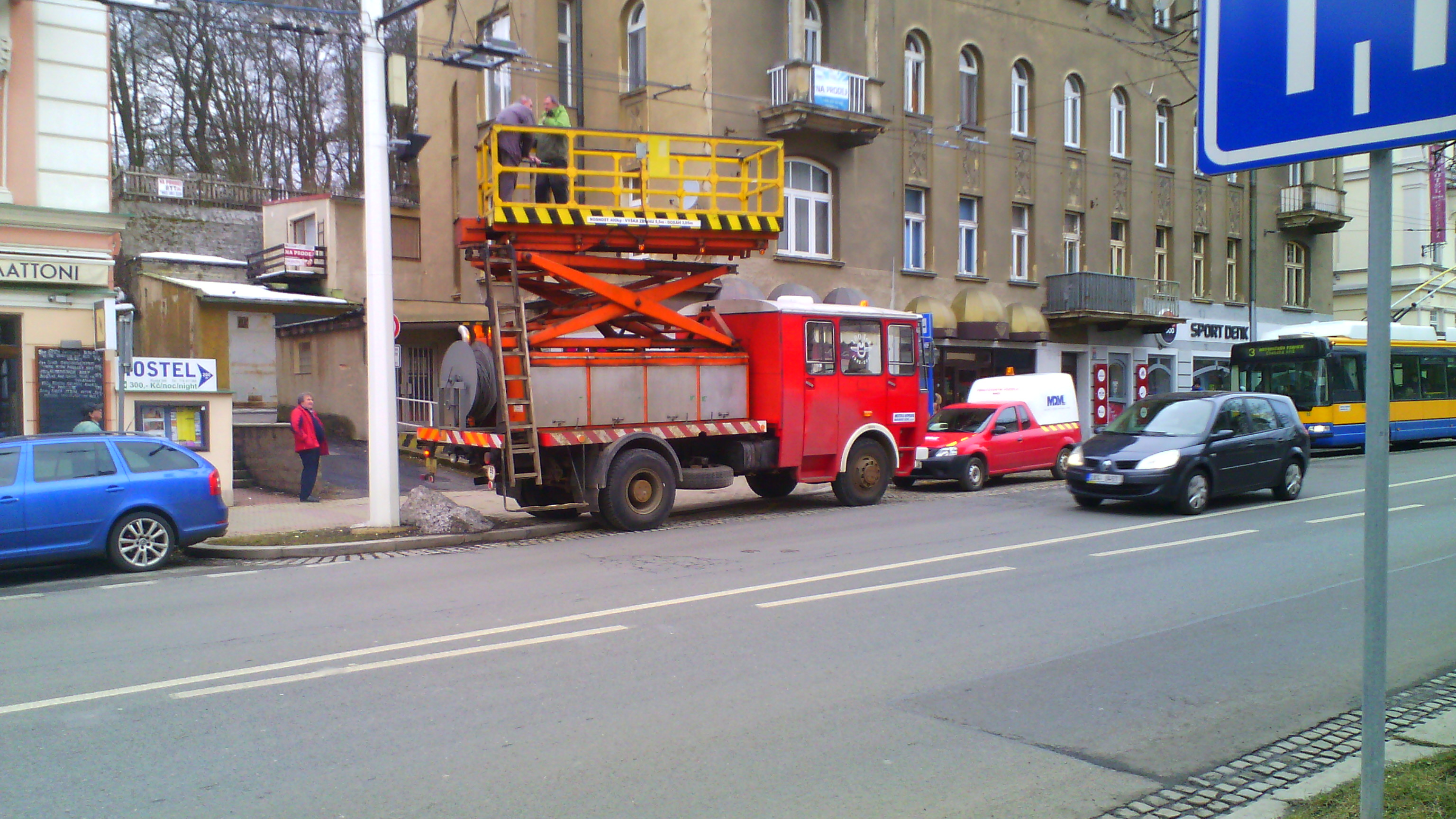
Ремонт контактної мережі на одній з вулиць